# Prasinocyma respersa
Prasinocyma respersa là một loài bướm đêm trong họ Geometridae.